# Alexandra Landsberg
Alexandra Landsberg (* 8. Juni 1968 in Osnabrück) ist eine deutsche Politikerin (Bündnis 90/Die Grünen).

## Ausbildung und Beruf
Alexandra Landsberg legte 1987 ihr Abitur ab. Im Anschluss studierte sie von 1987 bis 1993 Volkswirtschaftslehre an der Universität Köln und schloss das Studium als Diplom-Volkswirtin ab. Von Januar 1994 bis Januar 1995 war sie Referentin für Haushalt, Wirtschaft und Finanzen in der Landtagsfraktion der Partei Bündnis 90/Die Grünen NRW. 1995 war sie als Haushaltsreferentin der Bundestagsabgeordneten Kristin Heyne tätig, bevor sie von 1995 bis 2000 Mitglied im Landtag von Nordrhein-Westfalen wurde.
Von 2000 bis 2011 arbeitete Landsberg bei agiplan. Sie war dort Bereichsleiterin Wirtschaftsförderung und später Partnerin des Unternehmens. Im Ministerium für Klimaschutz, Umwelt, Landwirtschaft, Natur- und Verbraucherschutz des Landes Nordrhein-Westfalen (MKULNV NRW) übernahm Landsberg im Dezember 2011 die Referatsleitung für Umweltwirtschaft, ab 2012 die EFRE-Koordination sowie 2013 und 2014 als Mitglied der Projektgruppe „Klimaschutzplan NRW“ die Leitung der Verhandlungen mit der Industrie. Ab August 2015 wurde Landsberg im MKULNV NRW die Ständige Vertretung der Abteilungsleitung für Klima, Zukunftsenergien und Umweltwirtschaft.
2017 wechselte sie als Leiterin der Gruppe „Wirtschaftsförderung und Strukturpolitik“ in das Ministerium für Wirtschaft, Innovation, Digitalisierung und Energie des Landes Nordrhein-Westfalen (MWIDE NRW). Dort übernahm sie zum März 2019 die Leitung der Stabsstelle „Strukturwandel Rheinisches Revier“.

## Politik
Alexandra Landsberg ist seit 1988 Mitglied der Partei Bündnis 90/Die Grünen. Von 1989 bis 1992 war sie Fraktionsvorsitzende in der Bezirksvertretung Köln-Innenstadt/Deutz.
Sie war vom 1. Juni 1995 bis zum 1. Juni 2000 Mitglied des 12. Landtags von Nordrhein-Westfalen, in den sie über die Landesliste einzog. Dort war sie Wirtschaftspolitische Sprecherin der Fraktion und bis 1998 Mitglied im Haushalts- und Finanzausschuss. In dieser Zeit vertrat Landsberg die Fraktion als Obfrau im Ausschuss für Wirtschaft, Mittelstand und Technologie, im Beirat der Investitionsbank Nordrhein-Westfalen, im Aufsichtsrat der Gesellschaft für Wirtschaftsförderung und im Beirat der Technologiezentren NRW e.V.